# أورتاسو
أورتاسو (بالفارسية: اورتاسو) هي مستوطنة تقع في تشارواماق الشرقية الريفية في إيران. يقدر عدد سكانها بـ 1,029 نسمة .